# June Brand
June Brand (Neuchâtel, 19 febbraio 2005) è un'ex sciatrice alpina francese.

## Biografia
Sciatrice polivalente originaria di Châtel e attiva dal novembre del 2021, in Coppa Europa June Brand ha esordito il 15 gennaio 2022 a Orcières in slalom gigante (43ª) e ha conquistato il primo podio il 10 marzo 2024 a Ål nella medesima specialità (2ª); ancora in slalom gigante ha debuttato in Coppa del Mondo, il 26 ottobre 2024 a Sölden senza qualificarsi per la seconda manche, ha ottenuto secondo e ultimo podio in Coppa Europa, il 2 dicembre 2024 a Zinal (2ª), e ha preso per la seconda e ultima volta il via in Coppa del Mondo, il 28 dicembre 2024 a Semmering senza qualificarsi per la seconda manche. Ai Mondiali juniores di Tarvisio 2025 ha vinto la medaglia d'oro nella gara a squadre; si è ritirata al termine di quella stessa stagione 2024-2025 e ha disputato le sue ultime gare in carriera ai Campionati belgi 2025 (Val-d'Isère, 8-9 aprile). Non ha preso parte a rassegne olimpiche o iridate.

## Palmarès

### Mondiali juniores
- 1 medaglia:
  - 1 oro (gara a squadre a Tarvisio 2025)

### Coppa Europa
- Miglior piazzamento in classifica generale: 42ª nel 2025
- 2 podi:
  - 2 secondi posti

### Campionati francesi
- 1 medaglia:
  - 1 oro (slalom gigante nel 2025)
  - 1 bronzo (discesa libera nel 2023)